# Droga A739 (Wielka Brytania)
Droga A739 – droga łącząca M8 z tzw. West Endem w Glasgow. Droga klasy GP posiadająca bezkolizyjne skrzyżowania od autostrady M8 na południu do drogi ekspresowej A814 na północy.